# Tjesnilja
Tjesnilja (zidarščica; lat. Valantia), biljni rod jednogodišnjeg raslinja (6) i trajnica (1) iz porodice broćevki rašikren poglavito po zemljama Sredozemlja, pa na istok, sve do Irana
Postoji 7 vrsta, od kojih dvije i u Hrvatskoj, to su krutodlakava i zidna tjesnilja.

## Vrste
1. Valantia aprica (Sm.) Tausch
2. Valantia calva Brullo
3. Valantia columella (Ehrenb. ex Boiss.) Meikle
4. Valantia deltoidea Brullo
5. Valantia hispida L., Krutodlakava tjesnilja
6. Valantia lainzii Devesa & Ortega Oliv.
7. Valantia muralis L., zidna tjesnilja